# Fothergilla
Genre
Classification phylogénétique
Fothergilla est un genre composé de deux ou trois espèces de plantes à fleurs de la famille des Hamamelidaceae, originaire du sud-est des États-Unis.
Ce sont des arbustes à feuilles caduques atteignant 1 à 3 m de hauteur . Les feuilles sont alternées, larges ovales, mesurant 4 à 10 cm de long et 3 à 8 cm en largeur, grossièrement dentées ; ils sont caractérisés pour la couleur de leur feuillage d'automne qui va de l'orange brillant au rouge. Les fleurs apparaissent au printemps sur des épis terminaux ; elles n'ont pas de pétales, mais ont une grappe de blanches étamines de 2 à 3 cm de long.
Le genre est nommé en mémoire de John Fothergill, 1712 - 1780, un médecin et scientifique anglais qui l'introduisit en Angleterre.

## Liste d'espèces
- Fothergilla gardenii L.
- Fothergilla major (Sims) Lodd.
- Fothergilla monticola, parfois incluse dans Fothergilla major

## Culture et utilisations

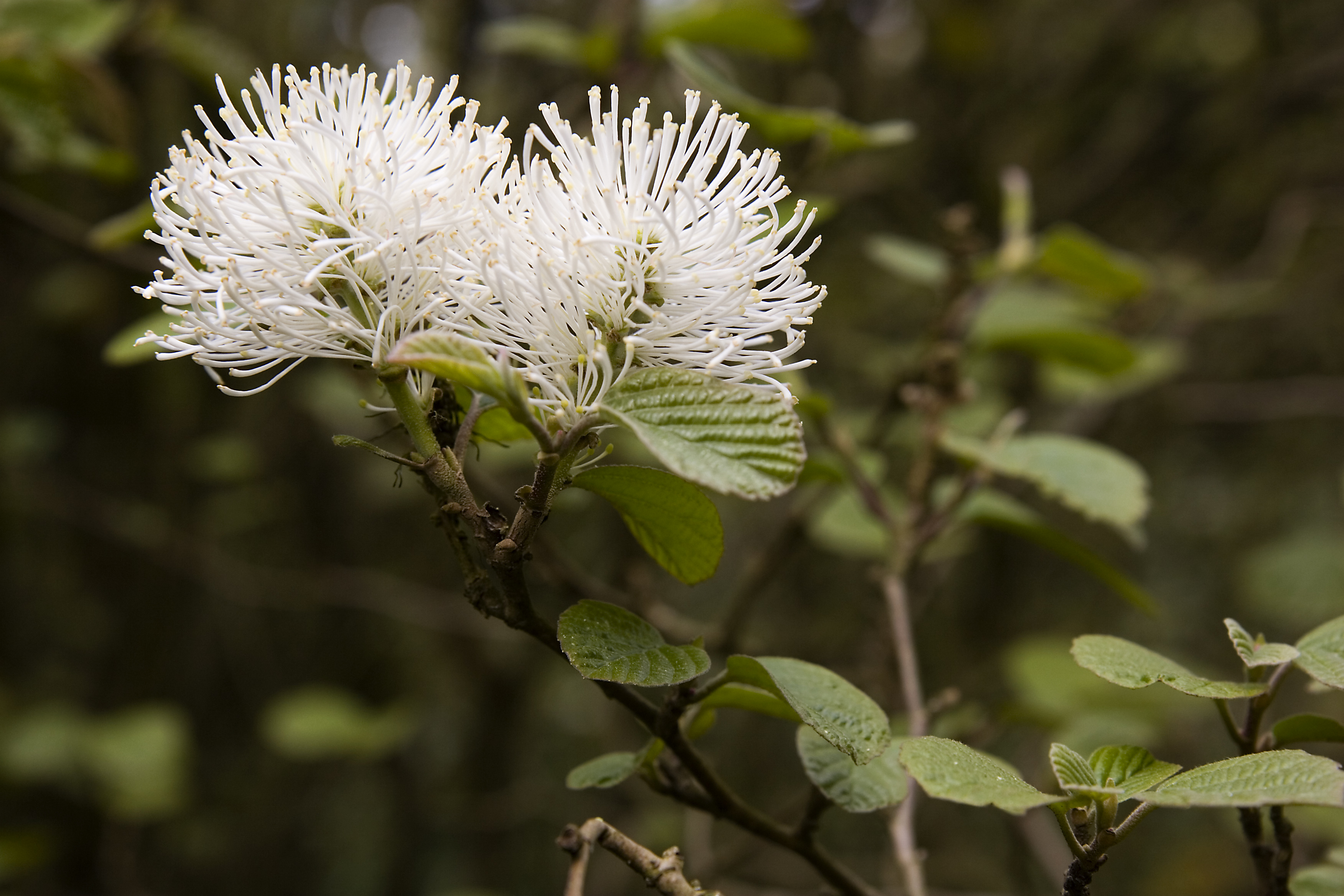
Fleurs de Fothergilla major

Les Fothergilla sont cultivés comme plantes ornementales pour leurs fleurs printanières et leur feuillage automnal coloré. Ce sont des arbustes qui poussent lentement, excédant rarement 1 à 2 m de hauteur en culture.